# Hominització

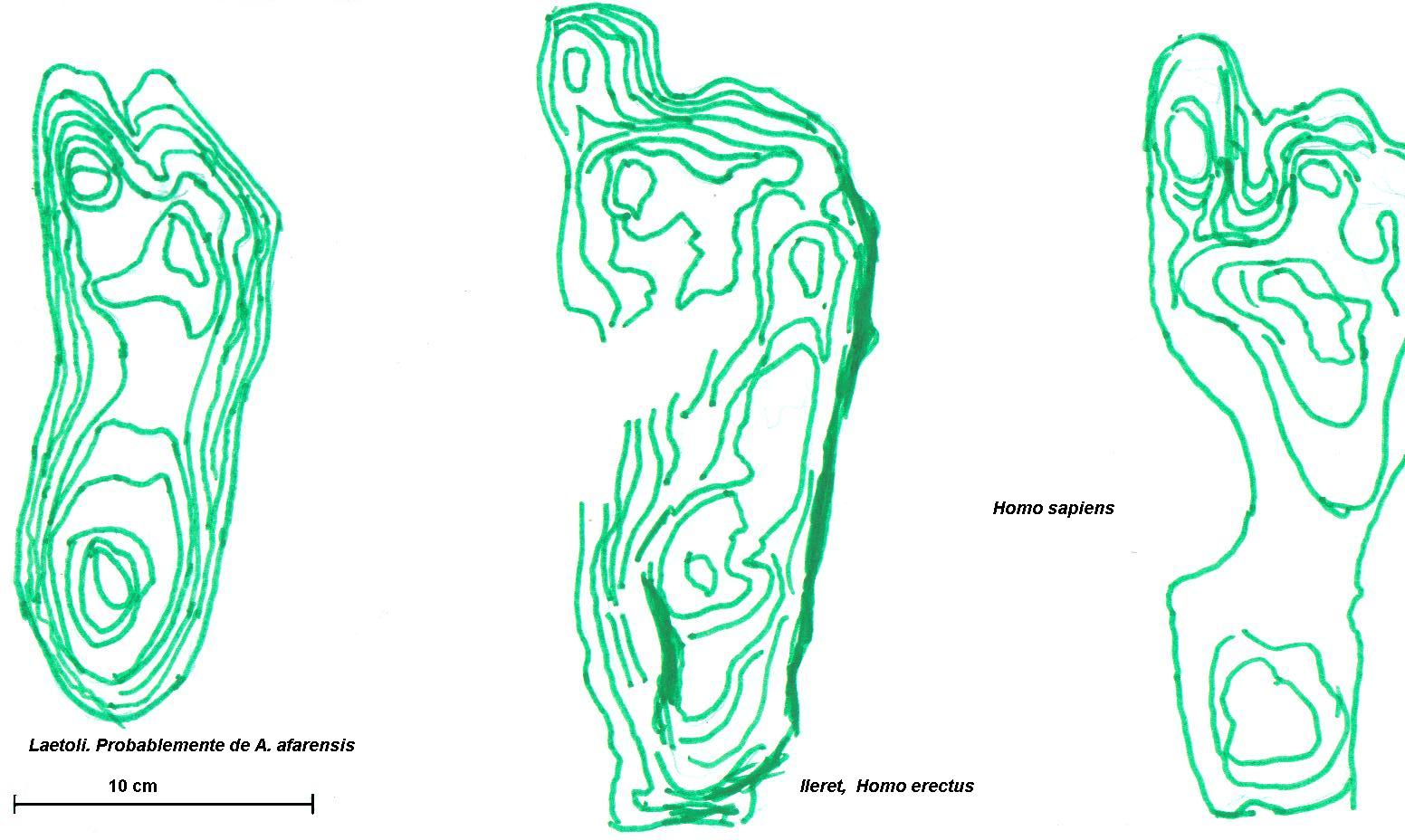
El bipedisme és un de les fites del procés d'hominització. Comparació de les petjades de: Esquerra: Australopithecus afarensis (3,6 Dt.) Centre: Homo erectus (1,5 Dt.) Dreta: Homo sapiens (actual).

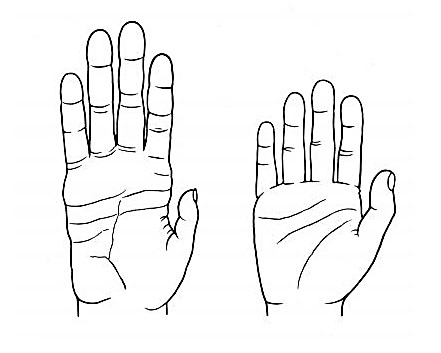
Comparació de la mà humana i la del ximpanzé.

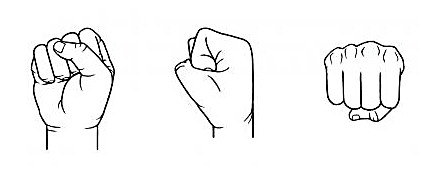
La mà humana tancada

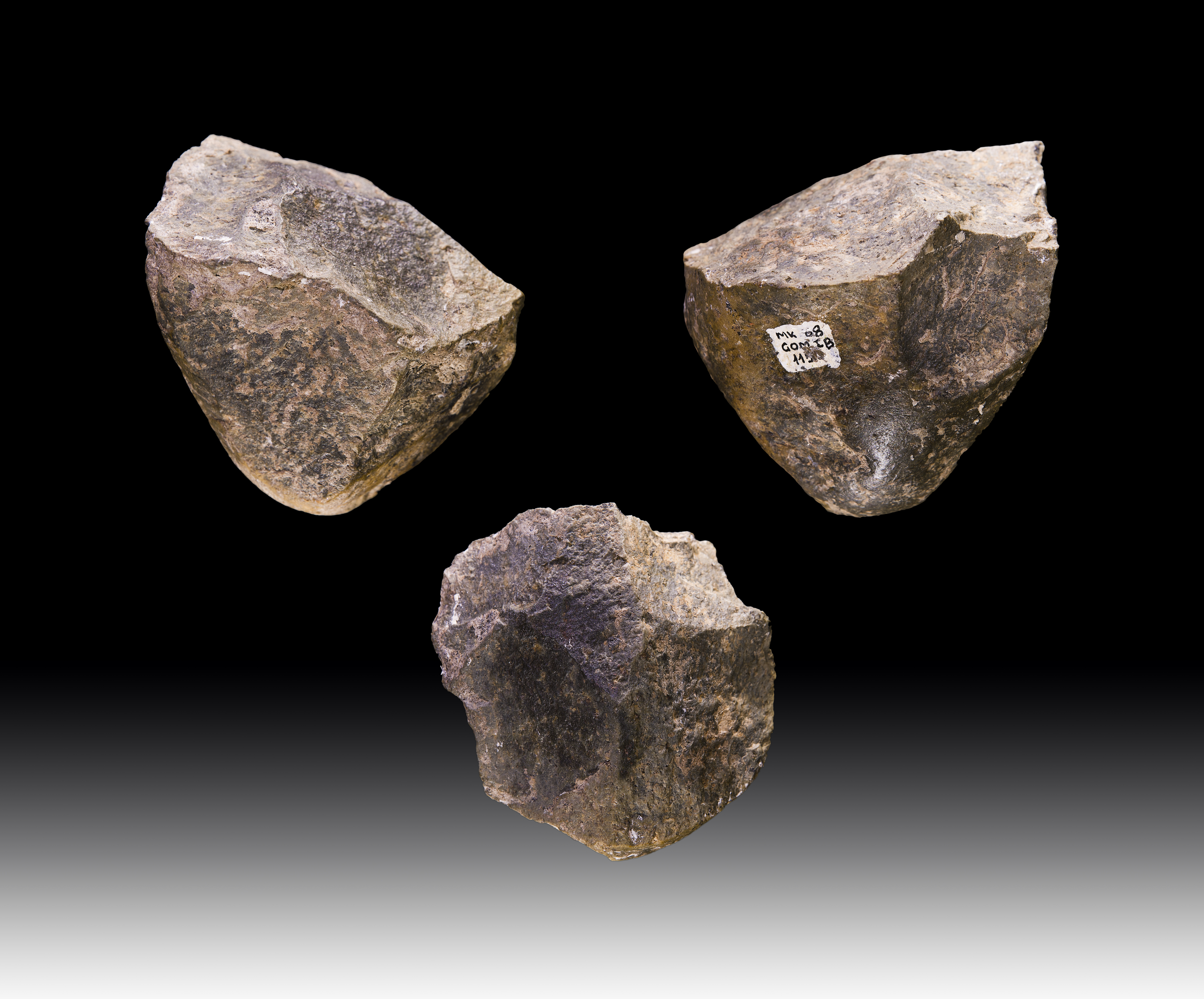
Eines olduvayenses, manera 1 (choppers), la primera tecnologia.

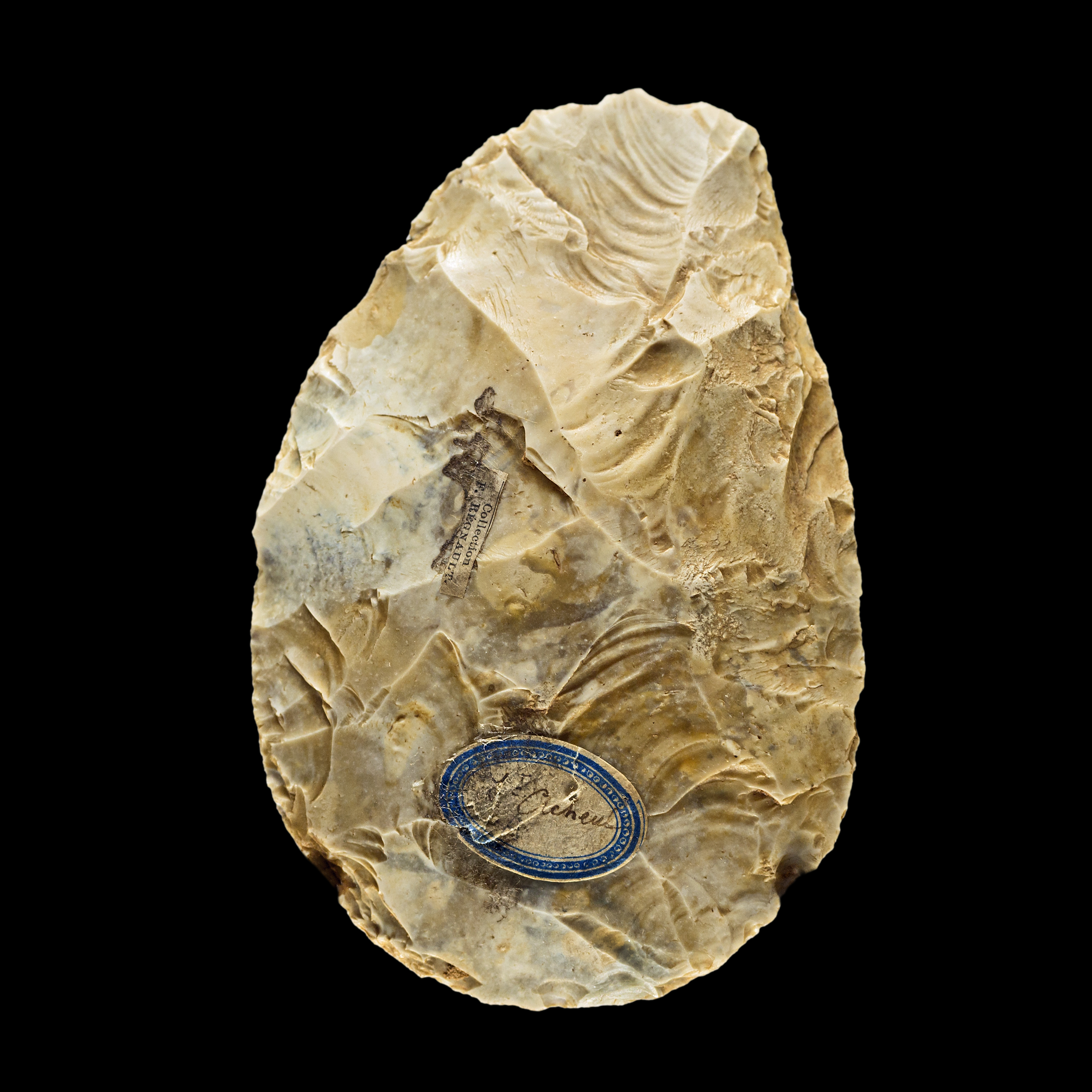
Eina achelense, manera 2 (bifaz), la tecnologia més difosa durant el Paleolític Inferior.

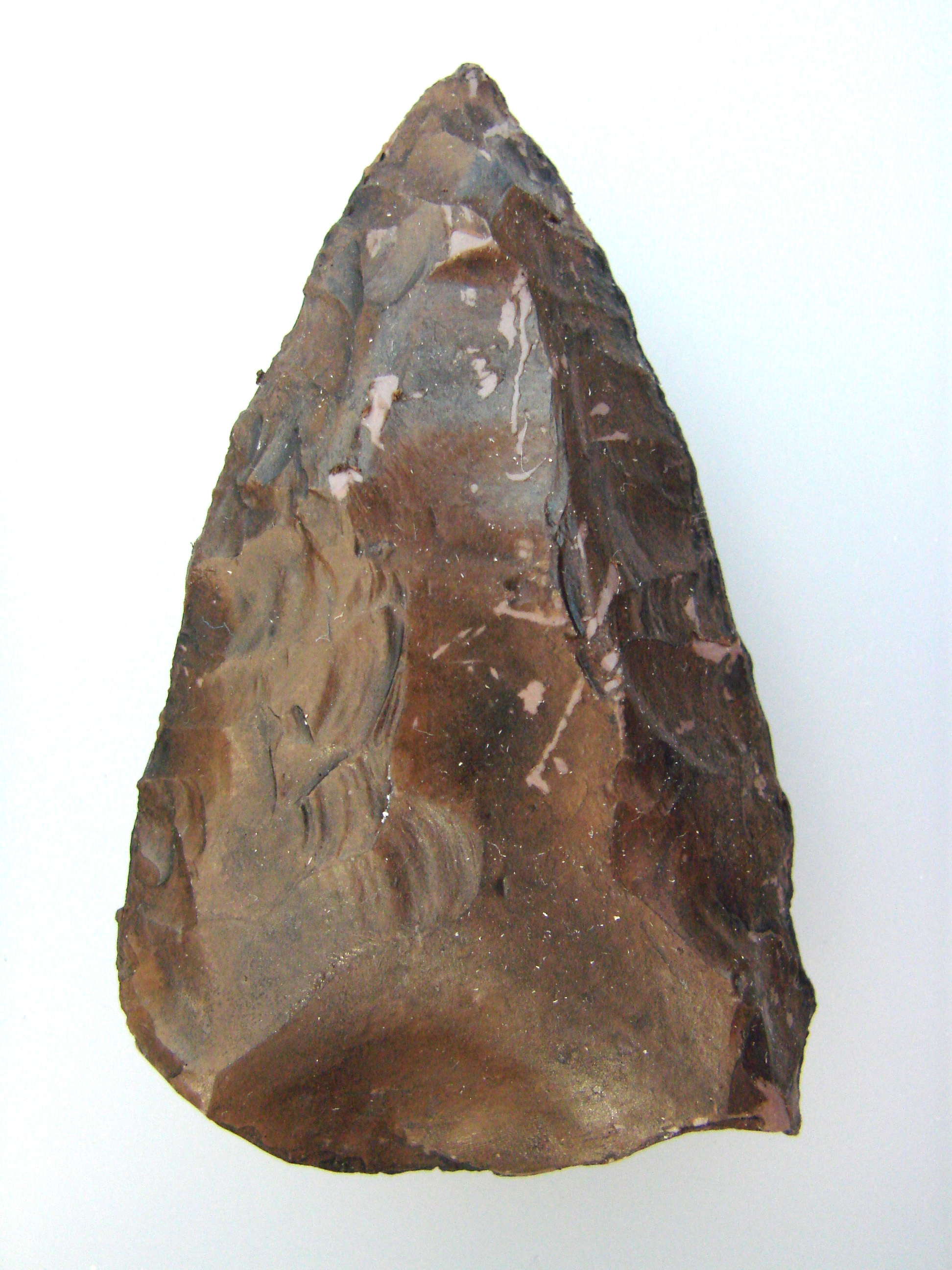
Eina musterienca, manera 3 (tècnica Levallois), pròpia del Paleolític mitjà.

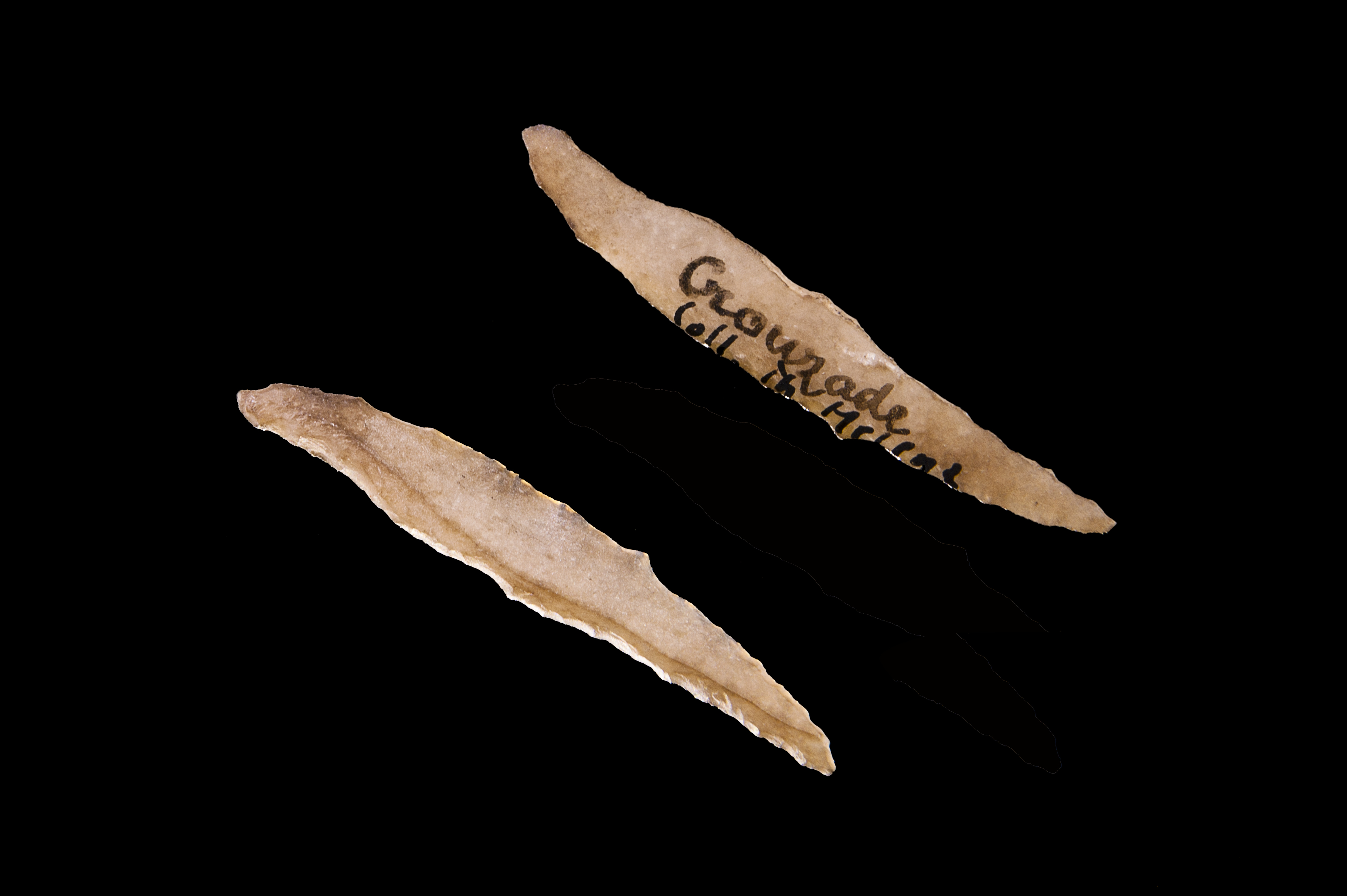
Eina aurinyacienca, mode 4 (hojita Dufour micròlits), pròpia del Paleolític superior.

Hominització és el procés que va transformar progressivament un llinatge de primats en humans. El procés evolutiu biològic va concernir al grup dels hominins (Hominina) a partir de la divergència entre l'últim ancestre comú dels grans simis (micos antropomorfs, que formen junt com els hominins el grup dels homínids —Hominidae—), fa més de cinc milions d'anys.
El terme i el concepte que designa van ser encunyats per Édouard Le Roy en la seva obra Les origines humaines et l'évolution de l'intelligence (Traduït com a: Orígens humans i l'evolució de la intel·ligència), publicació d'un curs impartit al Collège de France entre 1927 i 1928. Amb anterioritat el terme havia estat utilitzat en un text inèdit de Pierre Teilhard de Chardin de 1923.
Com a procés d'evolució cultural no es restringeix a canvis anatòmics o fisiològics, sinó a canvis etològics o conductuals, no innats sinó culturals, que es van produir i van transmetre paral·lelament, punt en la cultura material (la part de la qual més conegudes són les eines provinents de la talla lítica —indústria lítica—) com en el llenguatge, l'organització social, les mentalitats, les tradicions, la producció intel·lectual (tècniques i idees pre-científiques i pre-tecnològiques, creences, creació artística) i tota mena de formes de relacionar-se entre si i amb el mitjà natural (l'estudi del qual és més especulatiu, en basar-se en inferències i deduccions a partir de les restes materials i les conclusions que poden extreure's dels estudis antropològics).

## Neotènia
Enfront d'altres espècies, els humans van desenvolupar una marcada neotènia i una infantesa perllongada, que probablement està en relació amb la gran plasticitat cerebral.

## Grans canvis en l'esquelet
Els canvis en l'esquelet s'expliquen fonamentalment pel canvi de la postura corporal dominant a la denominada postura o posició aixecada o erecta (ortostasi o ortostatisme —vulgarment, estar "dempeus"—) i el bipedisme; la causa del qual sol relacionar-se amb el canvi d'hàbitat dels primers hominins (d'un entorn selvàtic a un entorn de sabana).
- Les extremitats inferiors s'allarguen i el peu es fa plantígrad (es recolza tota la planta). El dit gros se situa en el mateix plànol que els altres quatre dits.
- Les extremitats superiors s'escurcen i queden lliures, la qual cosa va afavorir la manipulació d'objectes i el desenvolupament de la pinça del polze. La versatilitat de la mà humana és una condició fonamental.
- El crani s'insereix per la seva base en la columna vertebral, que al seu torn adquireix una forma d'essa.
- La pelvis s'escurça i s'enrobusteix, la qual cosa permet una major subjecció dels músculs glutis, necessaris per caminar.
- El canal del part es corba.

## Augment de la capacitat cranial
- Els australopithecus tenien una capacitat cranial d'uns 500 cm³, que es triplica al llarg del procés d'hominització (1000 cm³ en el Homo antecessor, 1500 cm³ punt en el Homo neanderthalensis com en l'home modern —que té un rang de variació entre 1200 i 1850 cm³—)
- Altres canvis en el crani són:

- La mandíbula es fa menys sortint.
- La dentició s'adapta a una alimentació omnívora (inicialment, herbívora i frugívora); els molars es fan més petits.
- Els arcs supraciliars o superciliaes (o torus supraorbitari) es van fent menys marcats.
- L'os frontal es desenvolupa fent-se més vertical, amb el que apareix el característic front humà.

## Pèrdua del borrissol corporal

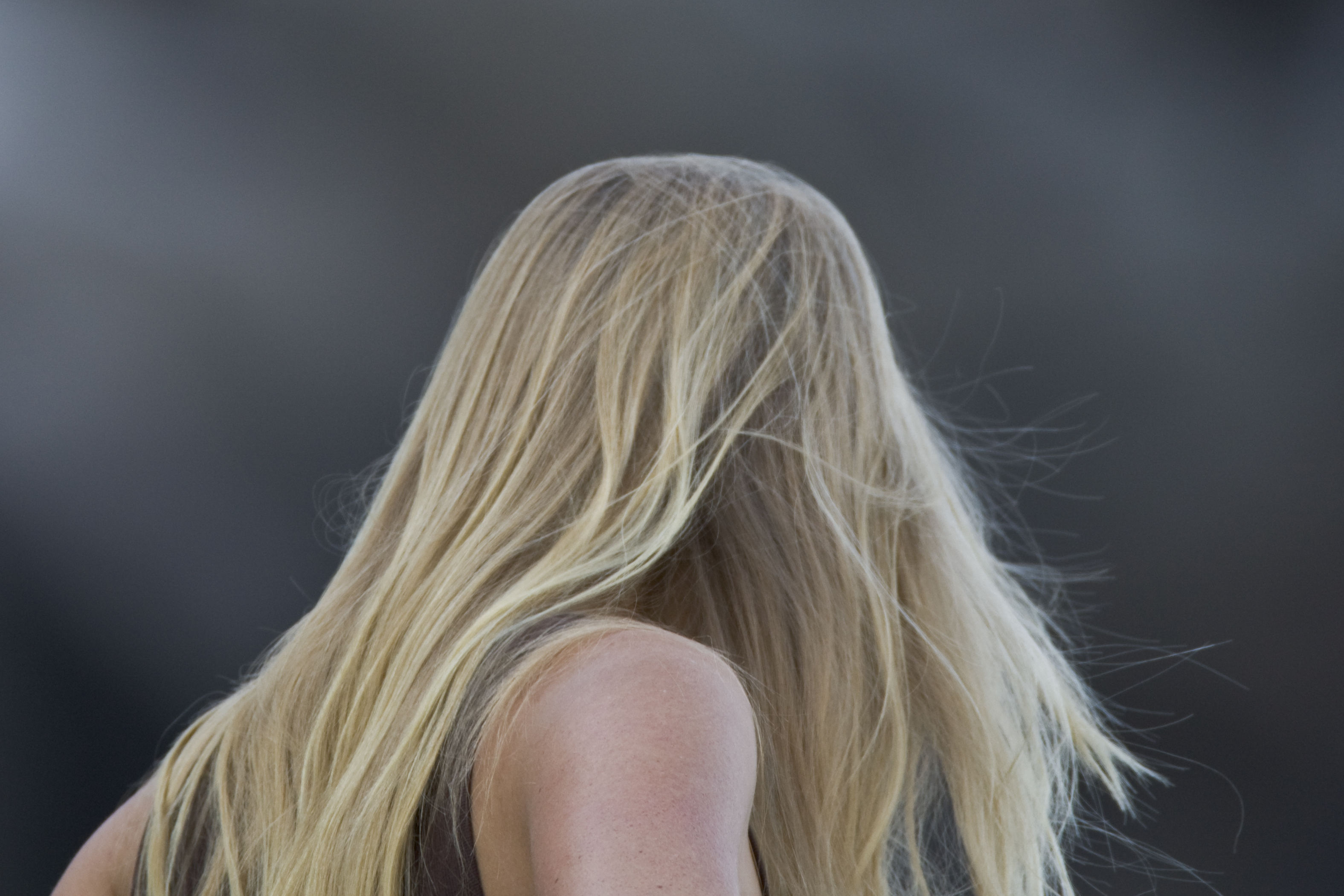

El borrissol corporal va disminuir dràsticament, reduint-se al cabell del cap (que, de forma excepcional, creix sense límit) i al borrissol d'altres zones que es desenvolupa des de la pubertat com a caràcters sexuals secundaris (borrissol púbic, aixelles, barba).

## Canvis anatòmics
La mida dels humans ha anat augmentant al llarg de l'evolució a causa del desenvolupament de la tecnologia, que ha permès l'obtenció de més quantitat d'aliments i això ens ha aportat un cos més gran. “La mida dels organismes està determinada per la quantitat d'aliment disponible”.
La mida dels homes s'ha mantingut aproximadament igual mentre que la de les dones no ha deixat d'incrementar, de manera que les diferències entre ells han anat disminuint al llarg del temps.

## Desenvolupament del llenguatge
El llenguatge humà va permetre una millora transcendental en la coordinació dels grups i la transmissió de coneixements, disparant la capacitat d'evolució cultural i possibilitant l'inici del pensament simbòlic.
- El desenvolupament progressiu de l'àrea de Broca, una part del cervell relacionada amb la parla. Els Homo ergaster i Homo heidelbergensis usaven el llenguatge però de forma diferent.
- La modificació en la posició de la laringe, la qual en el gènere Homo va ocupar una posició més baixa que en la resta dels primats.
- En la Sima de los Huesos del jaciment d'Atapuerca s'han trobat restes tan completes d' Homo heidelbergensis que es pot reconstruir fins a l'oïda mitjana, d'íntima connexió amb la capacitat de comunicar-se amb sons.[7]

## El foc

Indígenes de Vanuatu fent foc.

El domini del foc pels primers humans va ser un fet transcendental: no només va millorar les possibilitats de supervivència i va possibilitar canvis en la dieta (amb conseqüències punt biològiques com a culturals -El cru i el cuit, Claude Lévi-Strauss-), sinó que va actuar com a element d'integració social (concepte de llar).

## La monogàmia
La monogàmia és el sistema d'aparellament predominant en els humans moderns, fins i tot entre les societats que toleren la poligàmia. Encara que el debat sobre el tema segueix estant viu, la qüestió sembla estar-se decantant en favor dels arguments dels qui proposen que aquest tret, que no és propi d'altres primats, ha suposat certs avantatges evolutius i va poder haver-se seleccionat al començament del procés d'hominització,I bé com el procés d'hominització alguns estudis científics demostren que l'australopithecus Lucy va poder haver estat el primer homo.